# Odilon Redon
Odilon Redon   (Bordeus, 20 d'abril de 1840 - París, 6 de juliol de 1916) va ser un pintor francès. És considerat un pintor postimpressionista, dins del corrent del simbolisme, encara que també es considera com un dels primers precursors del surrealisme.
Va rebre formació com a escultor, així com en gravats i litografies. El 1870 es va unir a l'exèrcit per servir en la Guerra francoprussiana. Després de la guerra, a París, va treballar gairebé exclusivament amb carbonet i litografia. El seu primer àlbum de litografies va ser Dans le Rêve (1879). Va mantenir un cert anonimat fins que es va publicar una novel·la de culte el 1884, de Joris-Karl Huysmans titulada À rebours ('A contrapèl'), en la qual apareix un aristòcrata decadent que col·lecciona dibuixos de Redon. Admirador d'Edgar Allan Poe, la seva relació amb la literatura el portaria a il·lustrar diversos llibres del seu amic Baudelaire. També mantindria una estreta relació amb científics com Armand Clavaud (que li fa estudiar anatomia, osteologia i zoologia), o Charles Darwin. Totes aquestes influències es reflectirien en el seu treball.
El 1884 va ser un dels fundadors del Saló d'artistes independents, per poder exposar amb llibertat, separadament del Saló oficial de París. En els anys 1890 va començar a usar el pastel i l'oli, que van dominar les seves obres durant la resta de la seva vida.